# Шахристон (район Рудаки)
Шахристон (тадж. Шаҳристон, до 2008 года — Стаханов) — село в районе Рудаки Республики Таджикистан. Входит в состав джамоата (сельской общины) Гулистон района Рудаки.
Находится недалеко от г. Душанбе, на расстоянии 23 км от райцентра (пгт. Сомониён) и 3 км от центра общины (село Гулистон).
Население — 2463 чел. (2017).